# Каргапольцева, Екатерина Дмитриевна
Екатерина Дмитриевна Каргапольцева (род. 8 августа 2001) — российская футболистка, полузащитница.

## Биография
Воспитанница команды «Надежда» (Кукуштан) и пермского спортинтерната, тренер (в Перми) — Юлия Валерьевна Баталова. На юниорском уровне становилась призёром соревнований в зоне «Урал и Западная Сибирь». С 2016 года включалась в заявку основного состава пермского клуба «Звезда-2005», также принимала участие в играх молодёжного состава «Звезды» в первом дивизионе и участвовала в матчах чемпионата Пермского края в составе различных команд.
В высшем дивизионе России дебютировала 26 апреля 2019 года в матче против ижевского «Торпедо». Всего в сезоне 2019 года провела 4 матча в высшем дивизионе (все — в апреле-мае), её команда впервые за несколько лет не попала в призовую тройку, но стала обладателем Кубка России. В 2020 году спортсменка сыграла один матч в Суперлиге и стала бронзовым призёром чемпионата.
В марте 2020 года сыграла один матч за молодёжную сборную России (до 19 лет).
В начале 2024 года закончила профессиональную карьеру футболистки и в 2025 году стала администратором «Звезды-2005».